# Mộc (album)
Mộc là album Vol.6 cũng là album khép lại chuỗi dự án mang tên "Ngũ hành" của ca sĩ Hiền Thục. Được thực hiện trong thời gian từ tháng 10 năm 2005 đến tháng 10 năm 2006, album này là thể nghiệm đầu tiên của Hiền Thục ở dòng nhạc phong cách acoustic (unplugged – không sử dụng nhạc điện tử), khác biệt những gì Hiền Thục từng hát trước đó. Với mong muốn thực hiện một sản phẩm trước hết dành cho chính mình, có tính điểm nhấn nhất trong loạt đĩa Ngũ hành, Mộc cũng đánh dấu lần hợp tác đầu tiên của cô cùng ekip biên tập – hòa âm người Hà Nội. Mang chất nhạc giản dị và dịu dàng, giàu tính tự sự, Mộc được dẫn dắt như câu chuyện kể nhiều hoài niệm của một người nữ. Album ghi dấu sự trưởng thành về hình ảnh và cảm xúc hát ở Hiền Thục, được coi như một bước tiến trong sự nghiệp của cô 
Mộc từng nhận giải Album Vàng 2007 của Hội đồng bình chọn giải Album Vàng.

## Ý tưởng và chủ đề
Tháng 8 năm 2005, trong lần tham gia chương trình Con đường âm nhạc số 4 khắc họa chân dung nhạc sĩ Thanh Tùng, Hiền Thục đã thể hiện hai ca khúc "Giọt sương trên mi mắt" và "Vĩnh biệt mùa hè" với bản phối mới là tiếng đàn guitar duy nhất của nhạc sĩ Thanh Phương. Lần đầu tiên thể hiện phong cách unplugged cô đã để lại nhiều ấn tượng với khán giả và giới chuyên môn, điển hình là nhạc sĩ Thanh Phương. Ngay sau chương trình này, được sự gợi ý của Thanh Phương, Hiền Thục có dự định thực hiện album mang phong cách unplugged dù biết rằng đây là thể loại tương đối kén người nghe, nhất là với đối tượng khán giả trẻ.
Theo Hiền Thục, cô thực hiện bộ đĩa Kim-Thủy-Thổ-Hỏa-Mộc vì cô là người sống thiên về tâm linh, cho rằng khi có Ngũ hành thì yên tâm coi như mình đã được bảo trợ. Album Mộc kết thúc dự án Ngũ hành kéo dài gần hai năm, riêng Mộc mất hơn một năm và phát hành sau cùng, với nhiều ý nghĩa: Mộc – mạng Mộc của Ngũ hành; Mộc – sự mộc mạc, giản dị trong âm nhạc; Mộc – cũng là mạng của Hiền Thục; Mộc – đánh dấu một hình ảnh, một chất nhạc hoàn toàn mới mẻ với Hiền Thục. Album gồm 10 ca khúc, ngoài "Cánh diều tuổi thơ" và "Hơi người gió bay" còn lại là những bài hát trữ tình quen thuộc được làm lại. Có 5 ca khúc hát acoustic với duy nhất tiếng guitar đệm của Thanh Phương. Trong Mộc, mỗi bài hát là sự đan xen những câu chuyện kể, những kỷ niệm, những trải nghiệm của chính người hát. Hiền Thục cho biết "Album Mộc là câu chuyện kể về chính cuộc đời của tôi với nhiều kỷ niệm và cảm xúc. Đây là album tôi làm cho chính mình. Tôi đã mất hơn một năm để hoàn thành album này. Khi cầm album Mộc trên tay, tôi thực sự cảm thấy mình hạnh phúc."
Hiền Thục thường xuyên làm mới hình ảnh của mình theo khá nhiều phong cách nhưng chất nhạc trong Mộc vẫn là điều Hiền Thục yêu thích và cô vẫn có dự định tiếp tục thực hiện những sản phẩm như Mộc.

## Danh sách ca khúc
| STT | Nhan đề               | Sáng tác                    | Thời lượng |
| --- | --------------------- | --------------------------- | ---------- |
| 1.  | "Cánh diều tuổi thơ"  | Hà Anh Tuấn                 | 4:47       |
| 2.  | "Hơi người gió bay"   | Tăng Nhật Tuệ               | 3:59       |
| 3.  | "Trăng chiều"         | Đặng Hữu Phúc, Phan An      | 4:13       |
| 4.  | "Thành phố sương"     | Việt Anh                    | 3:50       |
| 5.  | "Như cơn mưa đi mãi"  | Bảo Chấn                    | 4:57       |
| 6.  | "Tình yêu ở lại"      | Quốc Trung                  | 4:18       |
| 7.  | "Mùa chim én bay"     | Hoàng Hiệp, Diệp Minh Tuyền | 4:34       |
| 8.  | "Còn tuổi nào cho em" | Trịnh Công Sơn              | 4:55       |
| 9.  | "Nắng xanh"           | Quốc Dũng                   | 4:42       |
| 10. | "Chưa bao giờ"        | Việt Anh                    | 2:54       |

## Ê-kíp thực hiện
- Sản xuất: Gia Bảo Production – Trịnh Tú Trung
- Hòa âm: Thanh Phương
- Biên tập: Chu Minh Vũ
- Guitar: Thanh Phương
- Đàn tranh: Thanh Thủy
- Đàn nhị: Thế Dân
- Đọc đồng dao: Gia Bảo ("Trăng chiều")

## Ghi nhận
Mộc được ghi nhận là album đáng nhớ nhất của bộ đĩa "Ngũ hành" và là một trong những album ấn tượng ở Hiền Thục. Album ghi dấu sự trưởng thành về hình ảnh, tinh tế trong cảm xúc hát của Hiền Thục, được coi như một bước tiến trong sự nghiệp của cô.. Từ Mộc, Hiền Thục định hình, xây dựng một phong cách nhạc mở rộng khả năng và không gian biểu cảm bắt gặp trong những sản phẩm về sau. Album Diamond vẫn chung một đường dây tư duy âm nhạc kế thừa từ Mộc với những bản phối khí acoustic bên cạnh những thử nghiệm mới trong hòa âm. Cách dựng bài chỉ hát một lần, không nhạc dạo giữa bài của "Chưa bao giờ" được dụng ý rõ ràng hơn trong Diamond. Ca khúc "Còn tuổi nào cho em" đã đem đến cho cô nhiều lời khen ngợi vì sự dung dị trong cách trình bày được giữ lại cho vào CD Portrait 17. Portrait 17 cũng có hai bản thu acoustic khác là "Cuối cùng cho một tình yêu" và "Đoản khúc thu Hà Nội".. Mộc từng nhận giải Album Nghệ Thuật xuất sắc trong liveshow đầu tiên và đồng hạng Album vàng của năm của chương trình Album Vàng 2007 do Hội đồng nghệ thuật bình chọn giải 